# Gates (Familienname)
Gates ist ein englischer Familienname.

## Herkunft und Bedeutung
Gates ist ein Wohnstättenname für Personen, die an einem (Stadt-)Tor wohnen.

## Namensträger
- Alan M. Gates (* 1958), US-amerikanischer Bischof der Episkopalkirche
- Antonio Gates (* 1980), US-amerikanischer Footballspieler
- Artemus Gates (1895–1976), US-amerikanischer Geschäftsmann und Politiker
- Benjamin Gates (1873–1943), US-amerikanischer Anwalt und Politiker
- Bernard Gates (1686–1773), englischer Komponist, Chordirigent und -sänger
- Bill Gates (* 1955), US-amerikanischer Unternehmer (Microsoft), Programmierer und Mäzen
- Charles Gates junior (1921–2005), US-amerikanischer Geschäftsmann und Philanthrop
- Charles W. Gates (1856–1927), US-amerikanischer Politiker (Vermont)
- David Gates (* 1940), US-amerikanischer Popmusiker
- David Gates (Autor) (* 1947), US-amerikanischer Journalist und Schriftsteller
- Elmer Gates (1859–1923), US-amerikanischer Erfinder
- Fanny Gates (1872–1931), US-amerikanische Physikerin und Hochschullehrerin
- Frederick Taylor Gates (1853–1929), US-amerikanischer Baptisten-Pfarrer
- Gareth Gates (* 1984), englischer Popmusiker
- Giacomo Gates (* 1950), US-amerikanischer Jazz-Sänger und Pianist
- Gordon E. Gates (1897–1987), US-amerikanischer Zoologe
- Gregory Gates, (1926–2020), US-amerikanischer Ruderer
- Henry Leyford Gates (1878/1880–1937), US-amerikanischer Drehbuchautor
- Henry Louis Gates, Jr. (* 1950), US-amerikanischer Literatur- und Kulturwissenschaftler
- Horatio Gates (1727–1806), US-amerikanischer General im Unabhängigkeitskrieg
- Howard Elliott Gates (1895–1957), US-amerikanischer Botaniker
- Kevin Gates (* 1986), US-amerikanischer Rapper
- Larry Gates (1915–1996), US-amerikanischer Schauspieler
- Leonard Gates (* 1970), US-amerikanischer Dartspieler
- Madeleine Gates (* 1998), US-amerikanische Volleyballspielerin
- Maria Gates-Meltel, palauische Politikerin
- Marshall D. Gates (1915–2003), US-amerikanischer Chemiker
- Mary Maxwell Gates (1929–1994), US-amerikanische Geschäftsfrau und Vorstands-Mitglied, Mutter von Bill Gates
- Melinda French Gates (* 1964), US-amerikanische Geschäftsfrau und Philanthropin
- Nancy Gates (1926–2019), US-amerikanische Schauspielerin
- Nick Gates (* 1972), australischer Radrennfahrer
- Phyllis Gates (1925–2006), Ehefrau des Schauspielers Rock Hudson
- Ralph F. Gates (1893–1978), US-amerikanischer Politiker
- Reginald Ruggles Gates (1882–1962), kanadischer Genetiker und Botaniker
- Rick Gates (* 1956), US-amerikanischer Internetpionier
- Rick Gates (Politikberater) (* 1972), US-amerikanischer Lobbyist und ehemaliger Berater von Donald Trump
- Robert Gates (* 1943), US-amerikanischer Politiker
- Ruth Gates (1962–2018), US-amerikanische Meeresbiologin
- Seth M. Gates (1800–1877), US-amerikanischer Politiker
- Sylvester James Gates (* 1950), US-amerikanischer Physiker
- Synyster Gates (* 1981), US-amerikanischer Musiker, Leadgitarrist der Metal-Band Avenged Sevenfold
- Theaster Gates (* 1973), US-amerikanischer Künstler
- Thomas Gates (Gouverneur) (1585–1621), US-amerikanischer Politiker
- Thomas S. Gates (1906–1983), US-amerikanischer Politiker
- Tucker Gates, US-amerikanischer Regisseur und Fernsehproduzent
- William Gates (Soldat) (1788–1868), US-amerikanischer Offizier, Brigadegeneral in der United States Army
- William Gates (1917–1999), US-amerikanischer Basketballspieler und -trainer, siehe Pop Gates
- William Henry Gates II (1925–2020), US-amerikanischer Anwalt und Philanthrop, siehe William H. Gates, Sr.
- William Henry Gates III (* 1955), US-amerikanischer Unternehmer (Microsoft), siehe Bill Gates
- Yancy Gates (* 1989), US-amerikanischer Basketballspieler